# لیگ برتر فوتبال استونی ۹۳-۱۹۹۲
لیگ برتر فوتبال استونی ۹۳–۱۹۹۲ (انگلیسی: 1992–93 Meistriliiga) دومین فصل لیگ برتر فوتبال استونی است که با قهرمانی باشگاه فوتبال نورما تالین به پایان رسیده‌است.

## جدول لیگ
| رتبه | تیم                               | بازی | برد | مساوی | باخت | گل زده | گل خورده | گل تفاضل | امتیاز | صعود یا سقوط                       |
| ---- | --------------------------------- | ---- | --- | ----- | ---- | ------ | -------- | -------- | ------ | ---------------------------------- |
| ۱    | باشگاه فوتبال نورما تالین (C)     | ۲۲   | ۲۰  | ۲     | ۰    | ۱۰۲    | ۱۶       | ۸۶+      | ۴۲     | صعود به لیگ قهرمانان اروپا ۹۴–۱۹۹۳ |
| ۲    | باشگاه فوتبال فلورا تالین         | ۲۲   | ۱۵  | ۴     | ۳    | ۶۳     | ۱۳       | ۵۰+      | ۳۴     |                                    |
| ۳    | باشگاه فوتبال نیکول تالین         | ۲۲   | ۱۵  | ۳     | ۴    | ۵۸     | ۱۷       | ۴۱+      | ۳۳     | صعود به جام برندگان جام اروپا      |
| ۴    | باشگاه فوتبال استی پولوکیوی یووی  | ۲۲   | ۱۳  | ۶     | ۳    | ۵۳     | ۲۰       | ۳۳+      | ۳۲     |                                    |
| ۵    | Vigri                             | ۲۲   | ۱۰  | ۷     | ۵    | ۶۱     | ۳۳       | ۲۸+      | ۲۷     |                                    |
| ۶    | باشگاه فوتبال ناروا ترانس         | ۲۲   | ۱۱  | ۲     | ۹    | ۵۱     | ۳۴       | ۱۷+      | ۲۴     |                                    |
| ۷    | Kohtla-Järve Keemik               | ۲۲   | ۷   | ۴     | ۱۱   | ۳۰     | ۵۶       | ۲۶−      | ۱۸     |                                    |
| ۸    | EsDAG                             | ۲۲   | ۵   | ۳     | ۱۴   | ۳۰     | ۷۵       | ۴۵−      | ۱۳     |                                    |
| ۹    | Dünamo                            | ۲۲   | ۴   | ۵     | ۱۳   | ۲۴     | ۵۰       | ۲۶−      | ۱۳     |                                    |
| ۱۰   | Merkuur                           | ۲۲   | ۴   | ۴     | ۱۴   | ۱۷     | ۶۳       | ۴۶−      | ۱۲     |                                    |
| ۱۱   | باشگاه فوتبال سیلامائه کالو       | ۲۲   | ۴   | ۱     | ۱۷   | ۱۷     | ۶۵       | ۴۸−      | ۹      | سقوط به لیگ دسته اول               |
| ۱۲   | باشگاه فوتبال ویلیاندی تولویک (R) | ۲۲   | ۳   | ۱     | ۱۸   | ۲۴     | ۸۸       | ۶۴−      | ۷      | سقوط به لیگ دسته اول               |

1. ↑  Sillamäe Kalev retained their Meistriliiga spot as Kohtla-Järve Keemik were disbanded after the season.